# Quintus Granius (Ausrufer)
Quintus Granius war ein durch Schlagfertigkeit und Witz bekannt gewordenes Mitglied des römischen Geschlechts der Granier. Er lebte im späten 2. und frühen 1. Jahrhundert v. Chr.

## Leben und Werk
Quintus Granius übte den eher bescheidenen Beruf eines Ausrufers (Praeco), insbesondere bei Versteigerungen, aus. Seine treffenden satirischen Bemerkungen und sein beißender Humor erwarben ihm jedoch Berühmtheit und die Aufmerksamkeit prominenter Zeitgenossen, so dass er etwa den Redner Lucius Licinius Crassus zu seinen Freunden zählen konnte. Ziel seiner derb-humorvollen Äußerungen waren öfters hochrangige Politiker, wobei er auch Freunde wie Crassus bei sich bietenden Gelegenheiten nicht verschonte. Mit der Zeit wurde sein Name gleichbedeutend mit einem geistreichen Mann.
Gaius Lucilius erwähnte witzige Reden des Granius mehrmals im 20. (und vielleicht 21.) Buch seiner heute verlorenen Satiren. Der Redner Marcus Tullius Cicero, der Granius angeblich noch persönlich kannte, behauptet, dass das einzig erzählenswerte Ereignis aus dem Volkstribunat des Crassus (107 v. Chr.) dessen Teilnahme an Gastmählern des Granius gewesen sei, worüber der Satiriker Lucilius zweimal berichtet habe. Außerdem gibt Cicero zwei zungenfertige Repliken des Granius auf Fragen wieder, die diesem von Publius Cornelius Scipio Nasica Serapio in dessen Konsulat 111 v. Chr. bzw. von Marcus Livius Drusus in dessen Volkstribunat 91 v. Chr. gestellt wurden.
Cicero führt Granius in seinem Werk De oratore („Über den Redner“) gemeinsam mit Vargula zunächst als Beispiel für einen Menschen an, dessen beißender Humor sich von dem eines echten Redners unterscheide. Menschen wie Granius und Vargula, so Cicero, der an dieser Stelle innerhalb seiner fingierten Rahmenerzählung Gaius Iulius Caesar Strabo Vopiscus für sich sprechen lässt, könnten keinen witzigen Einfall unausgesprochen lassen. Sie würden ihre Witze nicht zum eigenen Vorteil oder einem bestimmten Zweck nutzen, sondern nur um des Witzes willen und um als Witzbolde zu gelten. An späterer Stelle überliefert Cicero auch drei Witze des Granius, die ihm als positive Beispiele für gelungene Witze gelten. Während einer als Wortspiel, dessen Ursprung unsicher ist, heute schwer verständlich und ein weiterer nur mit Erläuterung der komplizierten Umstände nachvollziehbar ist, lässt sich zumindest der dritte auch heute noch als Beispiel für die Schlagfertigkeit des Granius verstehen:

“ut cum patrono malo, cum vocem in dicendo obtudisset, suadebat Granius, ut mulsum frigidum biberet, simul ac domum redisset, “perdam” inquit “vocem, si id fecero”: “melius est” inquit “quam reum.””

„So gab Granius einem schlechten Anwalt, der sich beim Reden heiser geschrien hatte, den Rat, nach Hause zu gehen und kaltes Mulsum zu trinken. ‘Damit würde ich aber meine Stimme ruinieren’, sagte jener, ‘wenn ich das täte.’ ‘Besser das’, erwiderte Granius, ‘als deinen Mandanten.’“

Mit Aulus Granius Stabilio ist durch seine metrische Grabschrift der Name eines weiteren praeco aus der Familie der Granier überliefert. Vielleicht ist dieser mit Quintus identisch und dessen Praenomen folglich nicht Quintus, sondern Aulus. Vielleicht war die Tätigkeit als praeco aber auch innerhalb der Familie erblich und Aulus folglich ein Nachfahre des Quintus.